# 永平陵 (北齊)
永平陵，位于中国河北省邯郸市磁县，是1988年1月13日公布的全国重点文物保护单位磁县北朝墓群其中的一个墓葬。
永平陵的墓主是北齐第四任皇帝武成帝高湛，高湛於565年禅位其子高纬，568年高湛驾崩，庙号世祖。陵墓号为永平陵。1987年到1989年，前湾漳村抢救发掘了一座陵墓，因无墓志，难以判定墓主身份。出土陶俑1800多件，墓室壁画保存有320平方米，或为高湛的永平陵。